# Harbel
Harbel – miasto w zachodniej Liberii w hrabstwie Margibi. Według danych na rok 2008 liczy 23 402 mieszkańców.